# Liješće (Srebrenica, BiH)
Liješće je naseljeno mjesto u sastavu općine Srebrenica, Republika Srpska, BiH.

## Stanovništvo
| Liješće            |              |              |              |
| godina popisa      | 1991.        | 1981.        | 1971.        |
| Muslimani          | 377 (71,94%) | 428 (83,59%) | 366 (82,99%) |
| Srbi               | 97 (18,51%)  | 81 (15,82%)  | 75 (17,00%)  |
| Hrvati             | 0            | 1 (0,19%)    | 0            |
| Jugoslaveni        | 9 (1,71%)    | 0            | 0            |
| ostali i nepoznato | 41 (7,82%)   | 2 (0,39%)    | 0            |
| ukupno             | 524          | 512          | 441          |

U naselju su pored Muslimana i Srba, živjeli i muslimanski Romi.